# KA Akureyri
El Knattspyrnufélag Akureyrar, KA és un club multiesportiu islandès de la ciutat d'Akureyri, fundat el 8 de gener de 1928. Va ser campió d'Islàndia de futbol masculí el 1989. El club també té seccions de judo, handbol, voleibol, tennis i altres esports.
Actualment, la secció de futbol juga els seus partits al camp municipal de la ciutat (Akureyrarsvöllur), tot i que s'ha de moure al nou estadi (Nývangur, literalment significa Camp Nou). Comparteix l'estadi amb el seu màxim rival, un altre club de la ciutat anomenat Þór Akureyri (Thor Akureyri).
El 2006 KA i Þór uniren els seus clubs d'handbol per formar l'Akureyri handboltafélag.

## Palmarès
- Lliga islandesa de futbol: 1 (1989)